# Joseph Cassano
Joseph Cassano, född omkring 1955, är en amerikansk affärsman som fram till 2008 jobbade för det amerikanska försäkringsbolaget AIG. Där ledde han avdelningen AIG Financial Products som under finanskrisen 2008-2009 drog på sig mycket stora förluster.